# عایشه خاتون اونال
عایشه خاتون اونال (انگلیسی: Ayşe Hatun Önal؛ زادهٔ ۲۹ ژوئیهٔ ۱۹۷۸) مدل، خواننده-ترانه‌پرداز اهل ترکیه است.